# 城北街道 (怀化市)
城北街道，是中华人民共和国湖南省怀化市鹤城区下辖的一个乡镇级行政单位。

## 行政区划
城北街道下辖以下地区：
中坡社区、嫩溪垅社区、火车站社区、茅谷冲社区、龙塘社区、宝家山社区和育林社区。